# Cinéma malien
 (janvier 2019).
Si vous disposez d'ouvrages ou d'articles de référence ou si vous connaissez des sites web de qualité traitant du thème abordé ici, merci de compléter l'article en donnant les références utiles à sa vérifiabilité et en les liant à la section « Notes et références ».

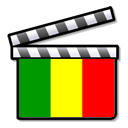
Un clap aux couleurs du drapeau malien.

Le cinéma malien s'est développé depuis l'indépendance du Mali en 1960. 

## Réalisateurs maliens
- Adama Drabo
- Souleymane Cissé
- Kalifa Dienta
- Falaba Issa Traoré
- Cheick Oumar Sissoko
- Abdoulaye Ascofaré
- Assane Kouyaté
- Djibril Kouyaté

## Centre national de cinéma du Mali
Le Centre national de la cinématographie du Mali (CNCM) est un établissement public à caractère scientifique, technologique et culturel qui a remplacé en 2005 le Centre national de la production cinématographie (CNPC). Il est chargé de la promotion, de la coproduction, de l'actualité documentaire et artistique, du cinéma ambulant.

## Films
- Liste de films maliens (en)
- Films documentaires maliens

### Listes et catégories
- Films, Réalisateurs, Acteurs